# جلسات بی‌بی‌سی (آلبوم لد زپلین)
«جلسات بی‌بی‌سی» (به انگلیسی: BBC Sessions) آلبومی از لد زپلین است که در ۱۱ نوامبر ۱۹۹۷ منتشر شد.